# OK Kullingshof
OK Kullingshof är en ideell idrottsförening i Vårgårda kommun, Västra Götaland. Klubben är främst aktiv inom orientering och längdskidor, men bedriver även verksamhet inom orienteringsskytte, löpning och övriga trivselaktiviteter.
OK Kullingshof bildades år 1943 där Anders Svensson väljs som klubbens första ordförande. Klubben var i början en ren orienteringsklubb, men har därefter utvecklats och växt. Klubben består av medlemmar av alla åldrar, med en stor och levande ungdomsverksamhet.
Klubben har sina lokaler i Kullingshofsstugan.